# Episodi di Britannia (seconda stagione)
La seconda stagione della serie televisiva Britannia è stata resa disponibile nel Regno Unito e in Irlanda su Sky Box Sets il 7 novembre 2019.
In Italia, la stagione è andata in onda sul canale satellitare Sky Atlantic dal 22 novembre al 20 dicembre 2019. In chiaro, è stata trasmessa dal 16 marzo al 13 aprile 2020 su Rai 4.
| nº | Titolo originale | Titolo italiano | Pubblicazione UK | Prima TV Italia  |
| -- | ---------------- | --------------- | ---------------- | ---------------- |
| 1  | Episode 1        | Episodio 1      | 7 novembre 2019  | 22 novembre 2019 |
| 2  | Episode 2        | Episodio 2      | 7 novembre 2019  | 22 novembre 2019 |
| 3  | Episode 3        | Episodio 3      | 7 novembre 2019  | 29 novembre 2019 |
| 4  | Episode 4        | Episodio 4      | 7 novembre 2019  | 29 novembre 2019 |
| 5  | Episode 5        | Episodio 5      | 7 novembre 2019  | 6 dicembre 2019  |
| 6  | Episode 6        | Episodio 6      | 7 novembre 2019  | 6 dicembre 2019  |
| 7  | Episode 7        | Episodio 7      | 7 novembre 2019  | 13 dicembre 2019 |
| 8  | Episode 8        | Episodio 8      | 7 novembre 2019  | 13 dicembre 2019 |
| 9  | Episode 9        | Episodio 9      | 7 novembre 2019  | 20 dicembre 2019 |
| 10 | Episode 10       | Episodio 10     | 7 novembre 2019  | 20 dicembre 2019 |

## Episodio 1
- Titolo originale: Episode 1
- Diretto da: Luke Watson
- Scritto da: Tom Butterworth

### Trama
Molti anni prima della campagna militare in Britannia, sul monte Golgota presso Gerusalemme, Lucio Alidio assiste all'agonia di un uomo crocifisso, presumibilmente la figura di Gesù Cristo. Egli si reca da Aulo Plauzio, a quel tempo soltanto tribuno, e gli chiede di poter mettere fine alle sofferenze di coloro che sono stati crocifissi. Piuttosto disinteressato, Plauzio glielo concede. Lucio prende dunque una lancia e trafigge il costato del primo uomo.
45 d.C. Due anni dopo gli eventi della prima stagione, il generale Plauzio si prepara a ricevere l'Imperatore Claudio, in visita nella nuova provincia ormai quasi completamente pacificata, almeno nella parte meridionale dell'isola, grazie ad accordi e compromessi con molte delle tribù locali. Amena, nuova regina dei Cantiaci, oltre a condividere una relazione con il generale romano, agisce anche in sua vece per suggellare nuove alleanze, senza disdegnare l'uso di inganni e violenza. Una volta giunto nel nuovo castrum romano, l'imperatore informa Aulo di essere intenzionato a riportarlo a Roma come "gioiello della corona" del suo trionfo. Ma Plauzio, ancora ossessionato dalla profezia che lo riguarda e deciso a rimanere in Britannia, si dimostra contrario, arrivando ad avvelenare l'imperatore per poi inscenare il suo salvataggio e dare la colpa di tutto a un immaginario complotto dei druidi.
Molto più a Nord, altre tribù celtiche che si sono rifiutate di arrendersi ai romani sono radunate nel rifugio dei druidi guidati da Veran, il quale, dopo mesi di isolamento, rivela di aver avuto una visione inviatagli dagli dei. Quello che Veran non sa è che l'anziano druido Quane lo ha visto tracciare nella terra la figura di un serpente, simbolo dell' "uomo morto".
Altrove, Cait continua il suo addestramento guidata dal maldestro druido rinnegato Divis, rischiando di morire nel tentativo di volare giù da un precipizio grazie a delle ali costruite con rami e piume.

## Episodio 2
- Titolo originale: Episode 2
- Diretto da: Luke Watson
- Scritto da: Jez Butterworth

### Trama
L' "uomo morto" ha un incontro con Hella, l'assassina assoldata da Plauzio nella prima stagione, e le affida l'incarico di trovare una persona per portarla da lui.
Cait, ammaccata e ferita dopo la caduta, viene maldestramente medicata da Divis all'interno della caverna che funge loro da rifugio. Più tardi, affamata, la ragazzina implora il reietto di concederle un po' di cibo, ma questi glielo nega e ribadisce che potrà mangiare solo dopo aver avuto la "Grande Visione".  Vedendola scoraggiata, la rassicura dicendosi certo che prima o poi essa arriverà.
Nel tempo trascorso Phelan, dopo aver lasciato Ania e i druidi, ha tentato di rifarsi una vita stabilendosi in un piccolo villaggio non ancora conquistato dai Romani e intrecciando una relazione con una giovane di nome Bridget, la quale aspetta un bambino da lui, fingendosi un allevatore di nome Rolf. Il passato riemerge però violentemente quando, durante una fiera in cui è riuscito a vendere un toro per venti pezzi d'argento, s'imbatte in una grottesca asta in cui vengono battute come merci, prima, la regina Antedia dei Regnensi, ora ridotta a schiava, e in seguito la testa imbalsamata di Kerra. Sconvolto dalla scoperta della morte della sorella, Phelan spende tutti e venti i pezzi che aveva guadagnato pur di averla. Di ritorno al villaggio, lo attende la notizia che Bridget ha appena partorito un maschio ma, non appena rimane solo con lei, Phelan decide di confessarle tutta la verità sulle proprie origini e le annuncia di doversene andare. Quando i parenti della donna lo vengono a sapere, prendendolo per pazzo, lo sottopongono a varie torture finché egli si rassegna apparentemente ad essere solo "Rolf". Nella notte tuttavia, mentre Bridget dorme, Phelan prende con sé il sacco contenente la testa di Kerra e fugge.
Nel covo dei druidi, alcune tribù sono scontente dell'operato di Veran e lo accusano di aver mentito a tutti loro riguardo alla sua visione. Il capotribù Rork arriva a sfidarlo apertamente, in un confronto mortale in cui è il caso a stabilire chi possa sferrare il primo colpo. Benché questo privilegio spetti proprio a Rork, Veran riesce a sopravvivere tramite un sortilegio e in seguito mozza di netto la testa del suo avversario. A questo punto tutti lo acclamano come vero leader, ma questo non gli impedisce di bandire sia Quane che Willa, responsabili di aver indirettamente scatenato l'insurrezione.
Una volta ripresosi dall'avvelenamento l'imperatore Claudio, prima di lasciare la Britannia, assegna a Plauzio il compito di trovare e distruggere i druidi, ma lascia anche un suo uomo fidato, Domizio, a sorvegliare il suo operato. Più tardi il generale ordina a Vito Aurelio di portare con sé alcuni cavalieri e cercare a fondo nelle terre conquistate la ragazza di cui parla la profezia, sollecitando i locali a fornire loro informazioni tramite ogni genere di persuasione. Nel frattempo, dà l'ordine che le giovani esaminate in precedenza e scartate vengano scortate nei boschi e uccise, opera cui assistono di nascosto sia Amena che Domizio.
Phelan, mentre è intento a dialogare con la testa della sorella accanto a un ruscello, viene trovato e catturato da Hella e portato da Harka, il "primo uomo" nonché fratello gemello di Veran.

## Episodio 3
- Titolo originale: Episode 3
- Diretto da: Luke Watson
- Scritto da: Tom Butterworth

### Trama
Si svela la leggenda dietro le figure di Harka e Veran: si racconta che all'origine dei tempi essi vivessero come primo e secondo uomo in un giardino bellissimo, e fossero soliti mangiare le mele di un grande albero. Harka, in quanto fratello maggiore, era destinato a reggere le sorti del mondo. Tuttavia, dopo una visione che gli mostrò la verità sul luogo in cui vivevano, egli divenne scontroso e taciturno, fino a sparire lasciando Veran da solo per molto tempo. Quando fece ritorno, Harka era cambiato radicalmente. Un giorno Veran gli chiese per gioco di cogliere per lui il frutto più bello del grande albero ma Harka, arrampicandosi, scoprì che il ramo da cui esso pendeva era in realtà un serpente. Quando sopraggiunse Veran, trovò il fratello impiccato all'albero e pianse la sua morte.
Nel presente viene celebrato il funerale di Rork. Veran ha un dialogo con Ania, in cui prima le impone che, se vorrà andare fino in fondo nell'adempiere il suo destino, dovrà abbandonare suo figlio e lasciarlo alle cure di un'altra tribù, e le svela di avere un incarico da affidarle. I membri della tribù di Rork, ben lungi dall'aver accettato la morte del loro capo, si rivoltano apertamente a Veran e lo abbandonano per andare alla ricerca dell'Uomo Morto. Ania si unisce a loro, sotto lo sguardo attento di Veran.
Nell'accampamento romano giungono di prima mattina tre donne celtiche che avvisano Plauzio di sapere ciò che ha fatto alle ragazze che aveva fatto rapire, accusandolo di aver profanato la loro terra e minacciandolo che presto i morti torneranno per esigere vendetta. Il generale, per nulla turbato, le congeda. In seguito, Domizio ha un colloquio con Amena in cui cerca di estorcerle qualche informazione di più su quali siano le reali intenzioni di Aulo, facendo leva anche sulla possibilità che ella entri nelle grazie dell'imperatore, ma la regina dei Cantiaci risponde con sarcasmo e disprezzo alle sue domande. Nel mentre, un bardo giunto da molto lontano canta una misteriosa ballata che sembra turbare Plauzio, prima di conversare con alcuni soldati a proposito del prefetto Lucio Alidio, chiedendosi malignamente dove possa essere finito.
Divis guida Cait attraverso terre desolate verso il misterioso Lago delle Lacrime, sebbene non sappia con precisione dove si trovi. Sulle loro tracce vi sono però Vito Aurelio e i suoi cavalieri, che riescono a sapere qualcosa di più sui loro spostamenti grazie alla collaborazione di un contadino. Mentre sono intenti a compiere un rito magico in un canneto, nella notte Cait e Divis vengono sorpresi dai soldati romani. Il reietto ordina alla fanciulla di fuggire mentre lui li distrae, ma Cait s'imbatte comunque in Aurelio e riesce a salvarsi solo praticando, per la prima volta, un incantesimo che per qualche istante inibisce completamente il prefetto impedendogli di muoversi. Il giorno seguente, scampati all'imboscata, lei e Divis osservano i legionari perlustrare la caverna in cui erano soliti trovare rifugio e sono costretti a fuggire. Dopo un alterco, Cait si allontana temporaneamente dal suo maestro e ha la visione di un uomo con il volto tinto di nero.
A Nord, Harka chiede a Phelan di recarsi presso la costa, dove vive un pescatore con la moglie e i loro tre figli, ordinandogli di portare da lui questi ultimi.

## Episodio 4
- Titolo originale: Episode 4
- Diretto da: Ron Savage
- Scritto da: Jez Butterworth

### Trama
Phelan raggiunge la casa del pescatore e incontra i suoi tre figli. Spiega ai loro genitori che essi sono stati scelti dagli dei per prendere parte al destino della Britannia, ma questi accettano di affidarli a Phelan solo in cambio di un'ingente somma di denaro. Durante il cammino Phelan parla ai tre ragazzi del suo passato, del suo matrimonio con Amena e del destino. Arrivati al rifugio di Harka, il druido fa alcune domande ai tre ragazzi, grazie alle quali capisce che è Mallin, il mezzano, colui che gli serve. Prima di compiere un rito magico su di lui, Harka uccide barbaramente i suoi fratelli, che vengono trovati da uno sconvolto Phelan.
Nel castrum romano Plauzio riceve la visita inaspettata di Hella, che chiede  al generale il doppio del proprio peso in argento in cambio della consegna di un prigioniero misterioso: Plauzio accetta e scopre che la prigioniera è Willa, rimasta senza la protezione di Veran. Piu tardi, Aulo ha un dialogo con Amena, alla quale affida un nuovo compito da svolgere. Intanto affida Willa a un torturatore professionista con il compito di farle rivelare doce si trovi Cait, ma dopo aver perso alcune dita si ribella e con un trucco mentale obbliga il suo aguzzino a darsi fuoco da solo. Plauzio allora decide di parlare personalmente con la strega, che lo riconosce come incarnazione di Lokka e gli rivela molti dettagli della profezia: dopo aver adempiuto i suoi compiti verso gli spiriti dell'aria, della terra, dell'acqua e del fuoco, la prescelta dovrà recarsi al Lago delle Lacrime, un luogo sperduto nella terra dei Devni di cui conoscono la posizione precisa solo Veran, Harka e la Custode del Lago, che è nientemeno che la sorella di Amena. Plauzio manda dunque Amena in missione nella terra dei Devni.
Divis e Cait sono in cerca di un nuovo nascondiglio e, lungo la strada, un preoccupato Divis rivela di avere avuto una visione del "vasto fiume verde", il quale si è biforcato, a significare che anche i druidi si sono lacerati i due fazioni contrapposte. Frustrata e scorraggiata, Cait chiede al suo mentore perché gli dei abbiano scelto lei, ma non ottiene risposta. Una volta raggiunta una caverna dove nascondersi, Cait rivela a Divis di aver avuto una visione di Harka, ma il druido nega tutto e le dice che si è trattata di un'allucinazione.

## Episodio 5
- Titolo originale: Episode 5
- Diretto da: Ron Savage
- Scritto da: Tom Butterworth

### Trama
Divis fa un sogno in cui viene sedotto da Cait e comincia a pensare di essere attratto da lei; al risveglio, con modi bruschi, le comunica che è arrivato il momento di affrontare l'elemento dell'acqua. Dopo aver compiuto i riti preparatori, Divis addormenta Cait e la getta nel fiume in prossimità di una cascata.
Amena arriva nella città dei Devni e rincontra l'amata sorella Andra, ma scopre anche che ella è sotto l'influenza della perfida zia Kara. Amena parla in privato con sorella, parlandone di Roma e suggerendo che in quel momento la cosa giusta da fare è cercare di trovare un accordo con gli invasori. Andra è contraria e si professa fedele ai druidi, ma accetta di convocare il consiglio degli anziani per decidere cosa fare. Qui Amena è intenta a ricordare ai presenti la fine dei Cantiaci sotto la regina Kerra, quando Veran in persona irrompe nella sala e pretende di parlare da solo con la Custode del Lago: Andra viene così a sapere che Amena è stata inviata dai Romani e la condanna a morte per tradimento.
I fuoriusciti del seguito di Veran giungono da Harka; tra loro c'è Ania, che rincontra Phelan, ormai ridotto a un burattino di Harka privo di volontà.
In una sorta di trance indotta dai sortilegi di Harka, Mallin vaga per le colline fino alla caverna di Cait e Divis, per poi gettarsi in un fiume con una catena legata alla caviglia. Cait, durante la prova dell'acqua, lo trova in stato di incoscienza e lo trae in salvo.

## Episodio 6
- Titolo originale: Episode 6
- Diretto da: Ron Savage
- Scritto da: John Henry Butterworth

### Trama
Riappaiono i legionari sbandati Philo e Bruto, i quali hanno vissuto alla macchia facendo uso di droghe naturali e allucinogeni. Vagando per la Britannia, finiscono per imbattersi nell'accampamento fatto erigere da Vito Aurelio nei pressi delle terre dei Devni e causano un putiferio drogando i legionari all'interno. Della situazione di caos approfittano i guerrieri di Harka, che si avventano sull'accampamento compiendo una strage. A venire risparmiato è solo il prefetto Aurelio, che viene rimandato al castrum coperto di rune.
Cait porta Mallin da Divis affinché questo lo rianimi; il ragazzo, rinvenuto, non ricorda né il proprio nome né come sia arrivato lì. Cait sembra essere incuriosita da lui, ma Divis insiste affinché egli se ne vada. Tuttavia, congedandosi, Mallin mostra di avere tatuata sulla schiena un'aquila (tracciata a sua insaputa da Harka). Vedendola, Divis capisce che il ragazzo è parte della profezia (che recita che "se dovesse vacillare la Prescelta cadrà fra le mani dell'aquila") e gli permette di restare con loro.
A Isca, Amena è tenuta prigionieran in una cella ma, dopo aver minacciato Veran di rivelare a tutti una misteriosa verità, viene visitata da Andra, che le annuncia che la sua sorte è ormai decisa: verrà giustiziata. Come ultimo desiderio, Amena chiede di parlare con la regina madre, che vive in reclusione da molti anni. Qui racconta una sconvolgente storia che rivela essere la propria: nel giorno del proprio solstizio, fu violentata dal proprio stesso padre per volere dei druidi; dall'incesto nacque Andra, che non è dunque la sorella di Amena bensì sua figlia. Quando questa compì tre anni fu prelevata dai druidi e designata come Custode del Lago. Amena la rivide molto tempo dopo, ma poco dopo fu costretta a lasciare la propria casa per sposare Phelan dei Cantiaci.
Verso il tramonto, all'interno delle mura della cittadella piovono le teste dei romani uccisi dai servi di Harka. In esse Veran legge un messaggio da parte del fratello: l'imminenza di un'alleanza fra Harka e i Romani.

## Episodio 7
- Titolo originale: Episode 7
- Diretto da: Lisa James Larsson
- Scritto da: John Henry Butterworth

### Trama
Aulo lascia il castrum - non prima di aver detto sia a Vito Aurelio che a Domizio di tenersi d'occhio l'un l'altro - e si dirige su una collina, dove accende il segnale per contattare l'assassina Hella. Questa sopraggiunge la mattina dopo ma, quando il generale le chiede quale sia il prezzo per essere condotto da Harka, la donna lo colpisce alla testa, stordendolo. Al risveglio, Aulo si trova davanti Phelan: Hella lo ha dunque portato dall'uomo morto gratuitamente. Alla sera, Aulo e Harka possono finalmente confrontarsi: il generale romano è convinto che possano collaborare, in quanto lui vuole la Prescelta, mentre Harka la vendetta contro Veran; possono dunque aiutarsi l'uno l'altro. Harka tuttavia chiede Plauzio di potersi occupare lui stesso di Cait. In seguito, gli chiede - come aveva fatto in precedenza con Phelan - quali siano le tre verità che reggono il mondo. Inaspettatamente, Plauzio conosce le risposte: tutto ciò che nasce deve morire, tutto ciò che senti e vedi è una menzogna (risposta opposta rispetto a quella che Harka aveva dato a Phelan) e, come terza cosa, apre la bocca e lascia volare via la farfalla che Harka aveva inghiottito durante il discorso con Phelan. Si conferma così la natura sovrannaturale del generale romano e l'alleanza tra lui e l'uomo morto viene così suggellata.
Altrove in Britannia, l'ex prefetto Lucio Alidio si è ricostruito una vita in un piccolo villaggio di pescatori. Un giorno viene avvicinato dal misterioso bardo che aveva già visitato l'accampamento romano, che si rivela essere Josephus, un suo vecchio commilitone. Ricordando le vicende passate insieme, incluse le stragi di innocenti compiute in nome di Roma, Josephus chiede a Lucio se si ricorda di quel Nazareno che aveva trafitto con un lancia nel costato e lascia intendere di essersi convertito al Cristianesimo. Gli chiede inoltre se ha conservato la lancia con cui aveva compiuto quel gesto. Lucio reagisce però con nervosismo alla sua domanda e, vista l'insistenza del compare, lo allontana con uno spintone: caso vuole che Josephus inciampi e cada battendo la testa, morendo. Lucio piange la morte dell'amico.
Nel frattempo all'accampamento romano, Vito Aurelio e Domizio si affrontano scoprendo di essere stati entrambi ingannati da Plauzio. Domizio esorta così il prefetto a rivelargli qualcosa di più sul generale e questi denuncia tutti i suoi comportamenti sospetti e le sue pratiche mistiche, nonché il l'avvelenamento dell'imperatore Claudio per sua mano. Domizio invita Aurelio a recarsi a Roma per denunciare tutto e far sollevare Plauzio dal suo incarico; durante il tragitto verso il mare, però, Vito subisce gli effetti degli incantesimi che i guerrieri celtici hanno applicato su di lui e, in uno stato di assoggettamento, massacra i due legionari che lo stavano scortando. Dopodiché fa ritorno al castrum.

## Episodio 8
- Titolo originale: Episode 8
- Diretto da: Lisa James Larsson
- Scritto da: Tom Butterworth

### Trama
Di ritorno dall'incontro con Harka, Aulo viene affrontato da Domizio che lo accusa di aver cospirato contro Roma stringendo alleanze con i druidi. Il generale conferma di essere uno strumento di Lokka, la massima forza sovrannaturale esistente, e uccide Domizio soffocandolo.
Divis conduce Cait e Mallin nel luogo dove la ragazza dovrà affrontare la prova del fuoco: essa consiste nel trasportare a mani nudo un calderone rovente, colmo d'oro fuso, attraverso un sentiero sacro, per poi versare il contenuto in una foggia che darà forma al leggendario arco d'oro con cui la Prescelta porterà a compimento la profezia.

## Episodio 9
- Titolo originale: Episode 9
- Diretto da: Issa López
- Scritto da: Jez Butterworth

### Trama
Divis si risveglia, solo e con il marchio di Harka sulla fronte, senza però ricordare niente di quanto accaduto. Muovendosi sulle tracce di Cait, il reietto trova l'arco d'oro abbandonato vicino a un albero. Prendendolo in mano e sedendosi su un tronco d'albero, si ritrova però bloccato da un incantesimo e ricorda che Mallin è stato mandato da Harka in persona. Mentre riflette su cosa fare, incontra Phelan, che riconosce il marchio sulla sua fronte e gli ricorda che "la speranza è figlia di un padre cieco". Disperato, Divis arriva a implorare che Pwykka si impossessi di lui pur di liberarsi. Nella notte, riceve la visita di Quane, che gli annuncia che Lokka e Harka hanno unito le loro forze, mentre Veran si è indebolito. L'anziano druido gli rivela anche che, prima di essere posseduto da Pwykka, era destinato a prendere il posto di Veran.
Nel frattempo, Cait e Mallin proseguono per la loro strada e approfondiscono il loro rapporto. La ragazza arriva anche a mostrargli alcuni incantesimi e a parlargli della profezia; quello che non sa è che il ragazzo la sta conducendo al Lago delle Lacrime, non per far adempiere la profezia ma per farla abiurare. Nel bosco, Cait ha una nuova visione di Harka. Intanto, Mallin comincia a ricordare qualcosa del suo passato, come le tecniche di pesca e i volti dei suoi familiari. Poco dopo, riemerge anche il ricordo del perché si trovi lì, e confessa a Cait di essersi buttato da solo nel fiume in modo che lei lo trovasse. Poi, con la voce di Harka, le rivela di averla sempre manipolata. Cait allora applica su di lui un incantesimo che lo libera dall'influenza di Harka. La mattina dopo Mallin ricorda ogni cosa, incluso il proprio nome. I due ragazzi, sentendosi finalmente liberi, si baciano per la prima volta. Più tardi, mentre si fa un bagno, Mallin viene raggiunto da Phelan che, a tradimento, lo pugnala e lo uccide. Cait li raggiunge e urla disperata.
Dall'alto di una rupe, Harka osserva il proprio volere compiersi e ride.

## Episodio 10
- Titolo originale: Episode 10
- Diretto da: Issa López
- Scritto da: Tom Butterworth

### Trama
Phelan, sentendo di aver finalmente espiato le sue colpe, si accinge a seppellire finalmente la testa di Kerra. Viene però raggiunto da Quane nel suo girovagare, il quale gli spiega che Harka lo ha ingannato ancora una volta: uccidendo Mallin non si è affatto riscattato, ma ha solo spezzato il cuore di Cait. Disperato per l'ennesimo fallimento, Phelan chiede all'anziano druido di ucciderlo, ma Quane rifiuta, sostenendo che il suo viaggio è appena cominciato. Phelan allora chiede di leggergli, senza mentire, le rune incise sul sopracciglio della sorella. Quane conferma che esse recitano che Phelan è destinato a portare la fiaccola accesa da lei. Dopodiché, il druido riprende il suo cammino.
Fra le ceneri e le sale vuote di Isca, Amena si aggira come un fantasma aspettando l'arrivo dei Romani. Aulo Plauzio fa il suo ingresso trionfale in città con la IX Legione al seguito e si congratula con Amena per il lavoro svolto. Dopo aver passato la notte insieme, Amena lascia la città e, sola nel bosco, piange disperata la morte di sua figlia Andra. Inaspettatamente, incontra Willa, fuggita (o lasciata andare) dal castrum romano. La strega le promette vendetta, contro i druidi e contro i Romani. Intanto nella cripta di Isca, Aulo viene visitato da Harka, il quale gli assicura che presto la Prescelta sarà nelle sue mani.
Cait prepara il funerale di Mallin e si accinge a bruciare il suo corpo, quando ancora una volta appare Quane, che le racconta la vera storia di Harka e Veran: un tempo erano semplici fratelli di nome Elwin e Hallam, scelti dai druidi e separati dalle loro famiglie per andare a ricoprire i ruoli del primo e del secondo uomo, come molti fratelli prima di loro. Infine le chiede se è pronta o meno ad accettare il suo destino.
Veran consegna ad Ania la lama con cui aveva ucciso Rork e le ordina di portarla ad Harka: il momento dello scontro finale tra i due fratelli è giunto. Harka raggiunge Veran in un luogo lontano e innevato e la sfida ha inizio: Harka sceglie la quercia e Veran il fiume. I due fratelli lanciano la spada in aria e a vincere il sorteggio è l'uomo morto. Harka si appresta così a uccidere Veran, il quale accetta il proprio fato. Tuttavia, prima che Harka possa menare il colpo mortale, viene trafitto da una freccia che gli attraversa il volto. A scoccarla è stato Divis con l'arco d'oro forgiato per Cait. Dal momento che la profezia sosteneva che solo il Veran avrebbe potuto uccidere l'uomo morto, questi nomina Divis "freccia del Veran". In seguito, dopo aver mostrato ai suoi seguaci la testa mozzata del fratello e aver riunito le fazioni dei druidi, raggiunge i Lago di Lacrime e, dopo aver preso un commosso commiato dal fratello, getta la sua testa nel lago, il cui fondo si rivela essere ricoperto da teschi con impresso in fronte il marchio del serpente: la storia di Veran e Harka si ripete infatti da migliaia di anni. Ogni prescelto è destinato a soffrire: i Lago è colmo delle loro lacrime.
Cait, rimasta sola e avendo accolto appieno il proprio destino, osserva da lontano Isca armata di una lancia.